# Avec les dents
Albums de Le Tigre (des platanes)
Zèraf !
(2008)
Avec les dents est le premier album du groupe Le Tigre (des platanes) publié par le collectif Freddy Morezon P.R.O.D en 2005 et réédité en 2007 sur le label Mr Morezon et distribué par Orkhestra.

## Historique
Cet album de reprises est le premier publié par le groupe toulousain de fusion-jazz formé en 1997. Il est issu d'enregistrements en concert à Toulouse en 2003 et à Calvi en 2007 et emprunt des standards de jazz mais déjà également des titres d'éthio-jazz.

## Titres de l'album
1. Yékatit de Mulatu Astatke
2. BubbleHouse de Medeski, Martin and Wood
3. Keep Your Laws Off My Body de Dog Faced Hermans
4. Yézémèd Yébaèd de Tèshomè Meteku
5. Chinoiseries de Duke Ellington
6. Roland Alfonso de Roland Alfonso
7. You're Wastin' My Timede Roscoe Mitchell

## Musiciens
- Marc Démereau : saxophones, voix
- Fabien Duscombs : batterie, percussions
- Piero Pepin : trompette, bugle, mélodica
- Mathieu Sourisseau : basse acoustique, guitare, banjo

## Réception
Sur AllMusic, Eugene Chadbourne mentionne « une instrumentation intelligente du groupe » ainsi que son « expertise » en particulier sur le morceau Yézémèd Yébaèd de Tèshomè Meteku interprété par Marc Démereau et Piero Pepin en exploitant un ensemble mélodique.
Il conclut en écrivant que « les amateurs de jazz moderne qui apprécient le travail éclectique d'artistes tels que le trompettiste Don Cherry et l'Art Ensemble of Chicago seront probablement très heureux avec Le Tigre (des platanes) ».